# Казино

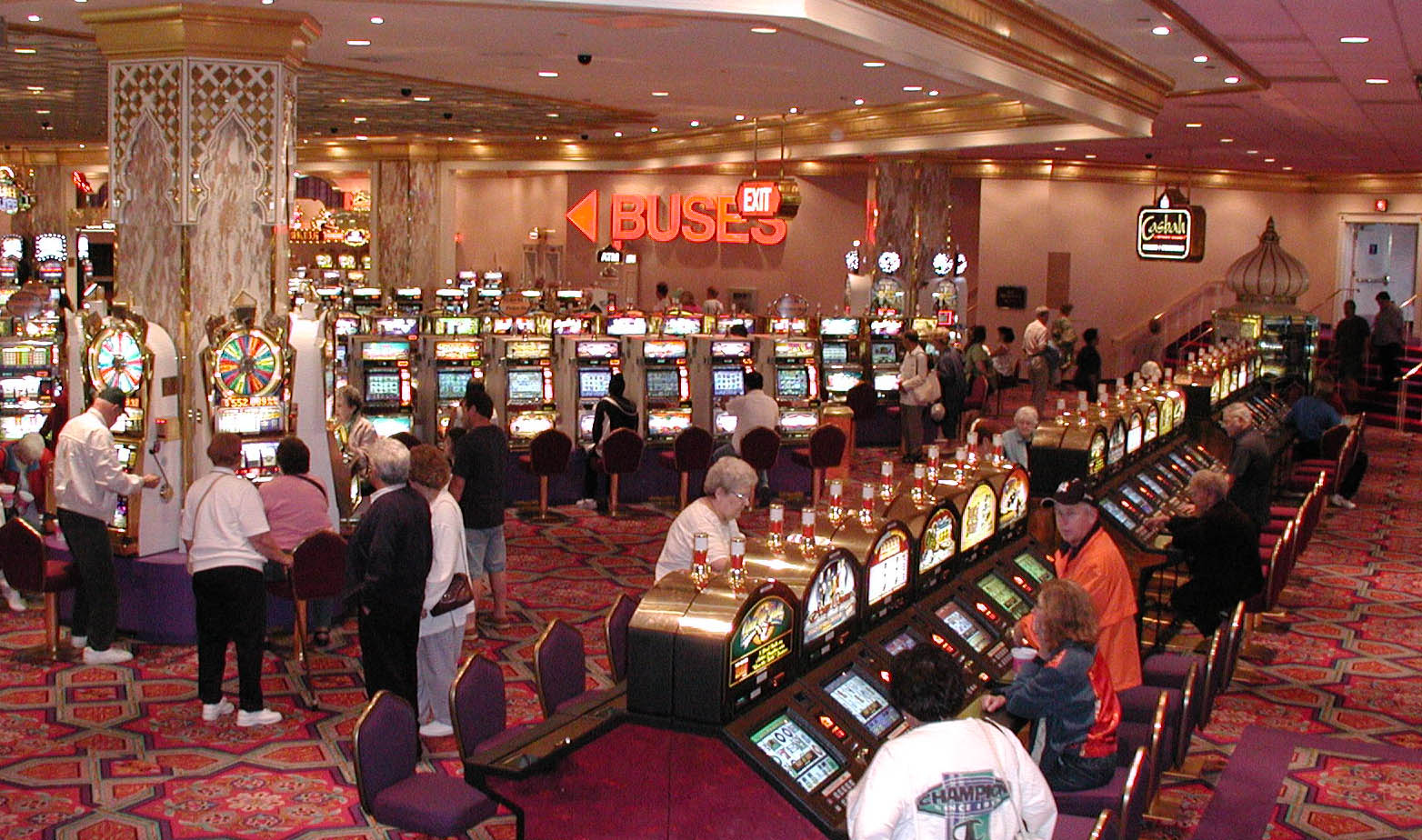
Казино

Казино́ (італ. casino, букв. — будиночок) — розважальний заклад з естрадою, рестораном на курортах Західної Європи; гральний будинок.
Казино́ — гральний заклад, у якому з використанням рулетки, ігрових столів для карткових ігор і гри в кості, ігрових автоматів, а також іншого грального обладнання здійснюється проведення азартних ігор з оголошеним грошовим або іншим майновим виграшем. Настільна гра проводиться за допомогою асистентів — круп'є. У казино проводяться азартні ігри, у тому числі рулетка, гра в карти, кості тощо.
В іграх, що проводяться в казино, організатор азартних ігор може виступати як власне організатор (рулетка, блекджек, крепс), а також як обслуговуюча сторона (Техаський покер, Омаха покер, баккара тощо). Ігри, що отримали найбільшу популярність в казино різних країн світу: рулетка, блекджек, покер, бакара, пунто-банко, крепс, гральні автомати тощо.

## Історія

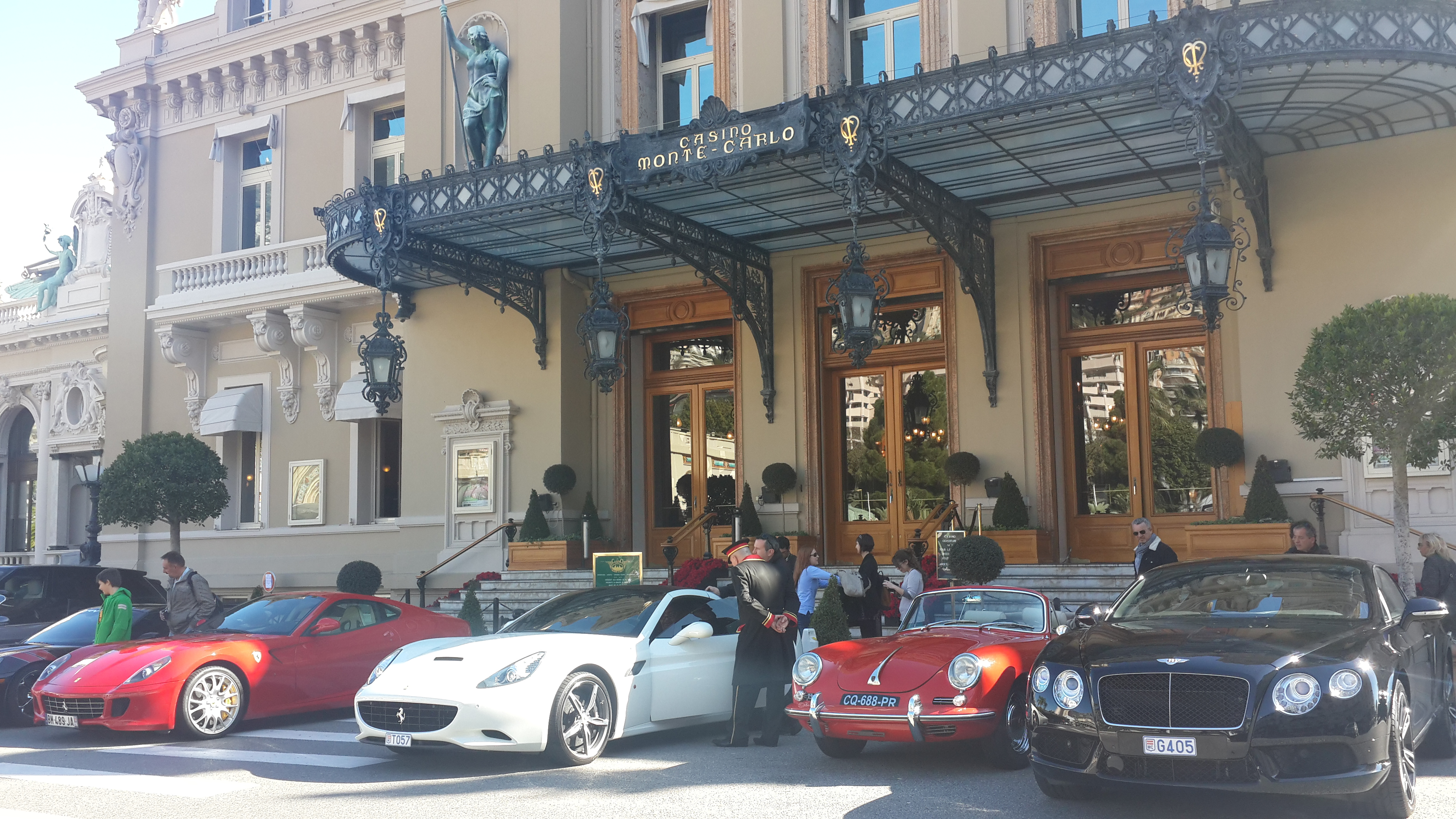
Казино в Монте-Карло, Монако

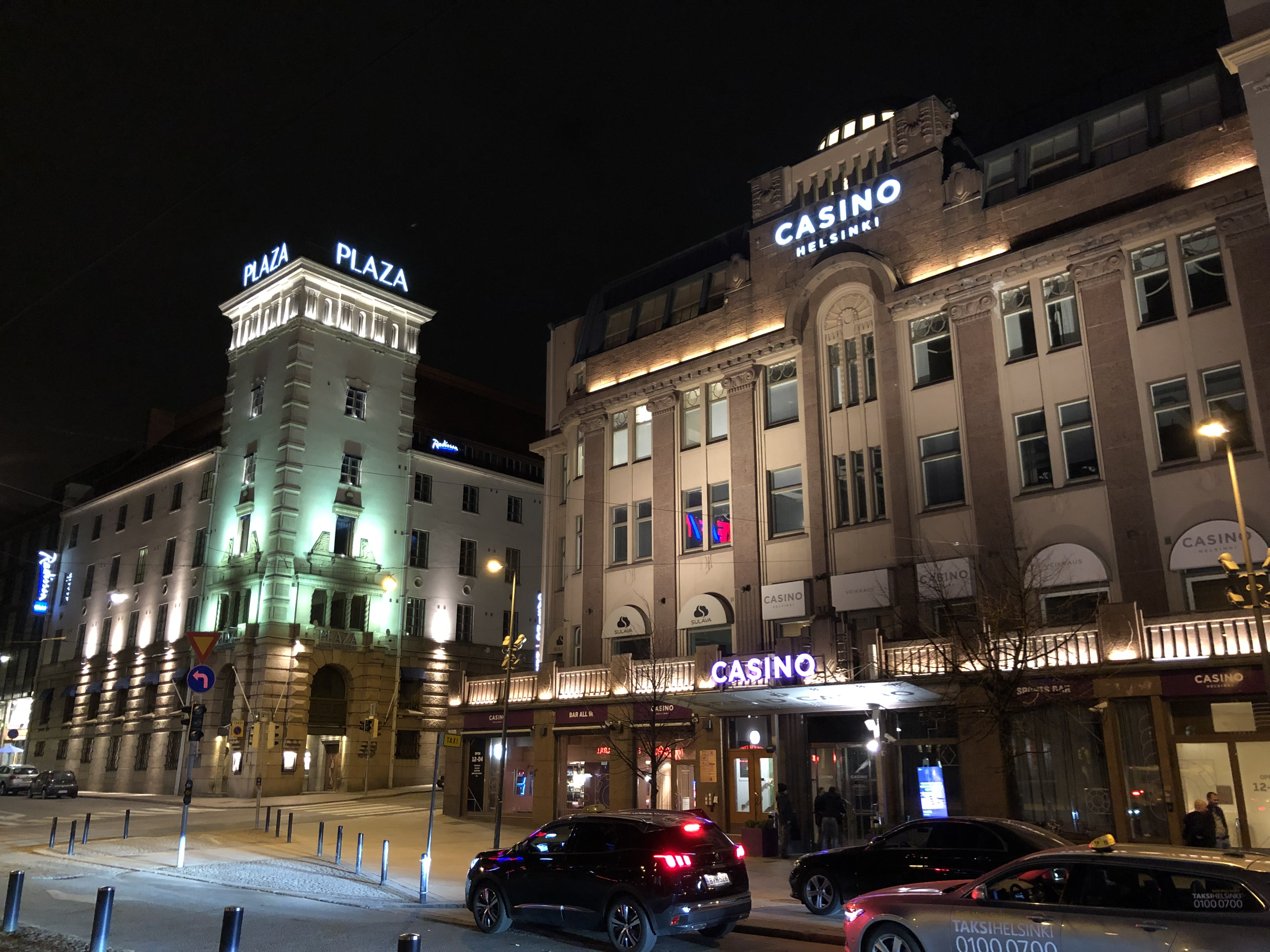
Казино в Гельсінкі, Фінляндія

Перші казино почали з'являтися в Європі, в Італії та Німеччині. Принцип більшості ігор, що проводяться в казино — результат гри, для її учасника залежать, перш за все, від елементу випадковості.
Казино офіційно працюють у багатьох країнах світу. В Європі (Британія, Італія, Німеччина, Польща, Латвія, Литва, Румунія, Франція тощо), Азії (Індія, Північна та Південна Корея, Філіппіни, Камбоджа, Шрі-Ланка тощо), Африки (Єгипет, Марокко, Туніс, Намібія, Гана, Танзанія, Кенія, ПАР тощо), Америці (США, Канада, Аргентина, Панама, Коста-Рика, Гондурас, Чилі, Уругвай тощо) та Австралії та Океанії (Австралія, Нова Зеландія тощо). У деяких країнах, незважаючи на легальну присутність різноманітних видів азартних ігор та парі, діяльність організаторів азартних ігор в казино перебуває під забороною (Мексика, Туреччина, Азербайджан, Ірландія, Кіпр (грецька частина), Ізраїль тощо).
У квітні відбулося злиття двох великих розробників онлайн-казино: DraftKings об'єднався з Diamond Eagle Acquisition Corporation і SBTech. З моменту злиття ціна акції DraftKings на NASDAQ в за кілька тижнів піднялася з 19,35 $ до 44,79 $ лише за кілька тижнів.

### В Україні
В березні 2017 року, за результатами опитування, 17 % жителів України вважали, що заборона грального бізнесу в Україні є успішною, 71 % — що заборона не працює і є шкідливою для країни.
З моменту набуття чинності закон про заборону грального бізнесу в Україні так і не зміг запрацювати в повному обсязі. Реалії свідчать про інше — на початок 2019 року в Україні склалася парадоксальна ситуація: юридично гральний бізнес у країні заборонений, а фактично він процвітає у вигляді різноманіття лотерейних клубів, залів «Української національної лотереї», та різноманітних «інтернет-кафе».
13 серпня 2020 року було прийнято закон № 768-IX «Про держрегулювання організації і проведення азартних розваг» який регулює організацію гральної діяльності в Україні». Для проведення азартних ігор на території України почали видавати ліцензії терміном на 5 років. Вартість ліцензії для наземних гральних закладів становить від 7500 (зали ігрових автоматів) до 60 тис. мінімальних заробітних плат та залежить від міста розташування об'єкта.
Було посилено покарання за незаконну гральну діяльність, було передбачено позбавлення волі до 6 років, а для людей з правоохоронних органів — до 10 років[джерело?].

### Період пандемії
У 2020 році пандемія COVID-19 суттєво вплинула на роботу наземних казино. До 24 березня 97 % з 524 мережевих казино в США було закрито, відкритими лишались лише 16 невеликих закладів. Американська ігрова асоціація неодноразово надсилала запит до федерального уряду США з проханням підтримки закритих закладів на час пандемії. За даними Асоціації, закриття казино залишило без роботи 649 тисяч працівників та спричинило фінансові втрати ігрової галузі на суму 74 млрд $ на рік.
У звіті Європейської асоціації казино (ECA) було описано наслідки пандемії. Частина казино 2020 року працювали 136 днів, частина 2021 року не відкрилися. Винятком стали зали ігрових автоматів в Люксембурзі, Монако та Іспанії, де робота казино відновилася на початку 2021 року.
У Макао (КНР) у березні через пандемію кількість відвідувачів знизилась вдвоє у порівнянні з 2019 роком, а в травні зменшилась на 97 %. Схожим чином було введено обмеження на роботу казино в Лас-Вегасі, з березня всі ігрові заклади штату Невада було закрито до другого етапу карантину, до 4 червня.
Відкриті казино також вводили певні обмеження, наприклад, закривалися на ніч або зменшували кількість робочих годин на день.
У Британії ситуація розгорталась схожим чином. Зокрема, з березня було закрито всі 53 казино однієї найбільших в країні мереж «Grosvenor». Згодом мережа отримала дозвіл на відкриття 44 закладів з 1 серпня.

## Види ігор
- Рулетка
- Блекджек
- Покер
- Бакара
- Кості
- Гральні автомати